# Zamek Hermitage
Hermitage Castle – częściowo zniszczony, średniowieczny zamek w południowo-wschodniej Szkocji, w jednostce administracyjnej Scottish Borders, w pobliżu miejscowości Newcastleton.
Budowniczym pierwszego zamku był sir Nicholas de Soulis. Twierdza Hermitage kilkakrotnie zmieniała swoich właścicieli i kolejno należała do rodów: Douglas, Dacre, Hepburn oraz Scott. Obecnie zabytek (od roku 1930) znajduje się pod opieką państwowej organizacji „Historic Scotland” i jest udostępniany dla zwiedzających w okresie letnim (od 1 kwietnia do 21 września).